# Peridot
El peridot, de vegades anomenat crisòlit, és una varietat transparent de color groc verdós d'olivina. El peridot és una de les poques pedres precioses que es presenten en un sol color.
El peridot es pot trobar en roques màfiques i ultramàfiques que es troben en la lava i els xenòlits de peridotita del mantell. La gemma es troba en roques deficients en sílice com el basalt volcànic i els meteorits pal·lasítics. Juntament amb els diamants, el peridot és una de les dues úniques gemmes que s'ha observat que es formen no a l'escorça terrestre, sinó a la roca fosa del mantell superior. El peridot de qualitat gemma és rar a la superfície terrestre a causa de la seva susceptibilitat a l'alteració durant el seu moviment des de les profunditats del mantell i a la meteorització a la superfície. El peridot té una fórmula química de (Mg,Fe)2SiO4.
El peridot és una de les pedres zodiacals del mes d'agost.

## Etimologia
L'origen del nom peridot és incert. L'Oxford English Dictionary suggereix una alteració de l'anglonormand pedoretés (llatí clàssic pæderot-), un tipus d'òpal, en lloc de la paraula àrab faridat, que significa "pedra preciosa". El diccionari de gemmologia de Termcat simplifica donant-li origen francès al mot.
L'entrada del Middle English Dictionary sobre peridot inclou diverses variacions: peridod, peritot, pelidod i pilidod; altres variants substitueixen la lletra i per y.
El primer ús de la paraula en anglès és possiblement al registre de 1705 de l'abadia de St. Albans: l'entrada dual és en llatí amb la traducció a l'anglès com a peridot. Registra que a la seva mort el 1245, el bisbe John va llegar diversos articles, incloses gemmes de peridot, a l'abadia.

## Aspecte
El peridot és una de les poques gemmes que es produeixen en un sol color: un verd oliva. La intensitat i el to del verd, però, depenen del percentatge de ferro a l'estructura cristal·lina, de manera que el color de les gemmes individuals de peridot pot variar de groc, oliva i verd marró. En casos rars, el peridot pot tenir un verd pur de to mitjà-fosc sense cap to groc secundari ni màscara marró. Les gemmes de color més clar es deuen a concentracions de ferro més baixes.

## Propietats minerals

### Estructura cristal·lina

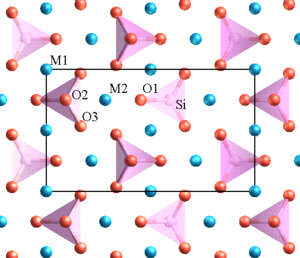
L'estructura atòmica de l'olivina vista al llarg de l'eix a. L'oxigen es mostra en vermell, el silici en rosa i el magnesi/ferro en blau. El rectangle negre mostra una projecció de la cel·la unitària.

L'estructura a escala atòmica de l'olivina mirant al llarg de l'eix a. L'oxigen es mostra en vermell, el silici en rosa i el magnesi/ferro en blau. El rectangle negre mostra una projecció de la cel·la unitària.
L'estructura molecular del peridot consisteix en olivina isomòrfica, silicat, magnesi i ferro en un sistema cristal·lí ortoròmbic. En una visió alternativa, l'estructura atòmica es pot descriure com una matriu hexagonal i compacta d'ions d'oxigen amb la meitat dels llocs octaèdrics ocupats per ions de magnesi o ferro i una vuitena part dels llocs tetraèdrics ocupats per ions de silici.

### Propietat superficial
L'oxidació del peridot no es produeix a la temperatura i pressió naturals de la superfície, sinó que comença a produir-se lentament a 600 °C (870 K) i les velocitats augmenten amb la temperatura. L'oxidació de l'olivina es produeix mitjançant una ruptura inicial del component de faialita i una reacció posterior amb el component de forsterita per donar magnetita i ortopiroxè.

## Ocurrència

### Geologia terrestre
L'olivina, de la qual és un tipus el peridot, és un mineral comú en roques màfiques i ultramàfiques, que sovint es troba a la lava i als xenolits de peridotita del mantell, que la lava porta a la superfície; tanmateix, el peridot de qualitat gemma només es troba en una fracció d'aquests entorns. Els peridots també es poden trobar en meteorits.
Els peridots es poden diferenciar per la mida i la composició. Un peridot format com a resultat de l'activitat volcànica tendeix a contenir concentracions més altes de liti, níquel i zinc que les que es troben en meteorits.
L'olivina és un mineral abundant, però el peridot de qualitat gemma és força rar a causa de la seva inestabilitat química a la superfície de la Terra. L'olivina se sol trobar com a grans petits i tendeix a existir en un estat molt meteoritzat, inadequat per a ús decoratiu. Els grans cristalls de forsterita, la varietat que s'utilitza més sovint per tallar gemmes de peridot, són rars; com a resultat, el peridot es considera preciós.
En el món antic, l'extracció del peridot s'anomenava topazi; va començar cap al 300 aC a l'illa de Sant Joan, a la Mar Roja.

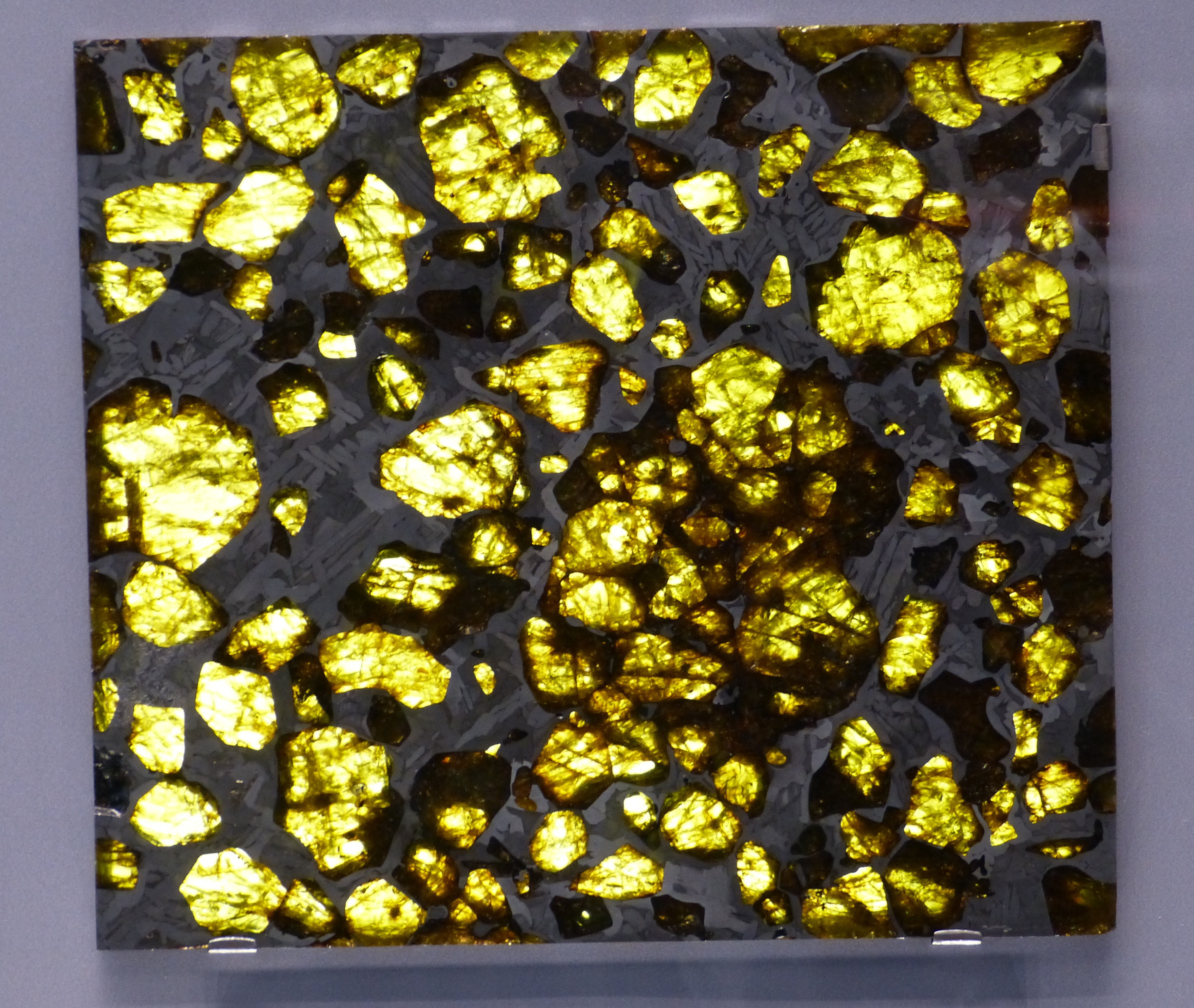
Meteorit pal·lasític amb cristalls verd oliva de peridot. Fukang, Xina.

### En meteorits
S'han recollit cristalls de peridot d'alguns meteorits de pal·lasita. El peridot pal·lasític més estudiat pertany al meteorit indonesi Jeppara, però existeixen altres meteorits com els de Brenham, Esquel, Fukang i Imilac. El peridot pal·lasític (extraterrestre) difereix químicament del seu homòleg terrestre, ja que el peridot pal·lasític no conté níquel.